# نظام ساهر

شعار نظام ساهر المروري.

نظام ساهر هو نظام آلي لضبط وإدارة الحركة المرورية باستخدام نظم إلكترونية تغطي المدن الرئيسة في المملكة العربية السعودية؛ ويستخدم النظام تقنية شبكة الكاميرات الرقمية المتصلة بمركز المعلومات الوطني التابع لوزارة الداخلية.
التقنية المستخدمة هي شبكة الكاميرات الرقمية المتصلة بمركز للمعلومات، والذي بدوره يقوم بالتحقق من المخالفة فنيًا ومن ثم طلب معلومات المالك من قاعدة البيانات ومن ثم إصدار المخالفات المتعلقة بالسرعة وقطع الإشارة بهدف تحسين مستوى السلامة المرورية.

## التاريخ
أعلنت مديرية الأمن العام في يوم الجمعة 9 أبريل 2010 عن نظام ساهر في بيان لها نشرته وكالة الأنباء السعودية، أن «المملكة ستشهد خلال الأشهر القادمة بإذن الله إدخال تقنية عالمية متطورة تتمثل في مشروع رصد وضبط وإدارة الحركة المرورية آليا تحمل اسم نظام ساهر».
في يوم الاثنين 19 أبريل 2010 بدأت المرحلة الأولى من النظام في العاصمة الرياض. وفي مؤتمر صحافي أعلن الأمير خالد الفيصل أمير منطقة مكة المكرمة البدء في تطبيق نظام ساهر في مكة المكرمة وجدة مطلع أغسطس 2010.

## الأنظمة المستخدمة
- نظام تشغيل وإدارة الحركة المرورية آليًا.
- نظام تتبع مركبات جهاز المرور.
- نظام التعرف على لوحات المركبات.
- نظام اللوحات الإرشادية الإلكترونية على الطرق.
- نظام كاميرات مراقبة الحركة المرورية.
- نظام الضبط الإلكتروني للمخالفات.[1]

## الأهداف
- تحسين مستوى السلامة المرورية.
- توفير بيئة مرورية آمنة بتوظيف أحدث التقنيات المتقدمة في مجال النقل الذكي (ITS).
- رفع كفاءة شبكة الطرق المتوفرة حاليًّا.
- استخدام أحدث أنظمة المراقبة لتدعيم الأمن العام .
- تنفيذ أنظمة المرور بدقة واستمرارية.[5]

## مميزات نظام ساهر
الالتزام بتحقيق أفضل معايير السلامة المرورية على الطرق من خلال استخدام أحدث التقنيات المتقدمة، وتمكين العاملين من أداء أعمالهم، ورفع مستوى أدائهم بمجال العمل المروري من خلال أنظمة ساهر المتكاملة التي تقدم ضبط المخالفات وإشعار المخالف بالمخالفات في أسرع وأقصر وقت ممكن

## سلبيات النظام
قام نظام ساهر بخفض نسبة الحوادث والوفيات بين السائقين، وذلك من خلال الحد من تجاوز السرعة المحددة في الطرقات، والالتزام بالإشارات المرورية. ساعد النظام في عدم تكرار الحوادث المفجعة بين المواطنين بنسبة معقولة. كأي نظام جديد، لساهر بعض المميزات الإيجابية والسلبية والتي منها:
- عرقلة سيارات الإنقاذ كالإطفاء والإسعاف بعمل واجبها بالشكل المطلوب، حيث يعمد بعض السائقين بعدم فسح المجال لهم، نتيجة الخوف من إحراز مخلفات أخرى والتي بدورها تنجم عن قطع الإشارة وتسجل عليهم عن طريق الكاميرات.
- عدم وجود لوحات السرعة المقترحة في بعض الشوارع بشكل كافي. وهذا مما يسبب بإيقاف مفاجئ للمركبات عندما يرى السائقون كاميرات ساهر دون إنذار مسبق.

## وصلات خارجية
ساهر